# Rhagonycha aibgaena
Rhagonycha aibgaena là một loài bọ cánh cứng trong họ Cantharidae. Loài này được Kazantzev miêu tả khoa học năm 1992.